# Kristina Hansen
Kristina Sigurdsdóttir Hansen (* 6. Oktober 1963 auf den Färöern) ist eine norwegische Politikerin der Arbeiderpartiet (Ap). Von 2007 bis 2019 war sie Bürgermeisterin von Nordkapp. Seit Oktober 2021 ist sie Staatssekretärin.

## Leben
Hansen wuchs in einer Fischerfamilie in Runavík auf den Färöern auf. Ende der 1980er-Jahre zog sie in die nordnorwegische Kommune Nordkapp. Dort ließ sie sich in Honningsvåg nieder und war zunächst als Lehrerin tätig. Später arbeitete sie für die Schulverwaltung der Region. Während dieser Zeit fungierte sie eine Zeit lang als stellvertretende und später erste Vorsitzende des Lehrerverbands der Finnmark. Im Jahr 2004 begann sie erneut als Lehrerin zu arbeiten, bevor sie 2005 zur Behörde Kystverket überging.
Bei der Kommunalwahl im Jahr 2003 zog sie in das Kommunalparlament von Nordkapp ein. Im Herbst 2007 wurde sie Bürgermeisterin der Kommune, nachdem sich die Arbeiderpartiet zu einer Zusammenarbeit mit den Parteien Høyre und Fremskrittspartiet (FrP) aussprach. Hansen blieb die erste Frau in diesem Posten. Sie blieb zwölf Jahre lang im Amt der Bürgermeisterin. Hansen wurde zudem Vorsitzende der Arbeiderpartiet in Finnmark.
Nach der Fylkestingswahl im Jahr 2019 wurde sie Fylkesråd in Troms og Finnmark. Als solche war sie für den Bereich Verkehr zuständig. Am 14. Oktober 2021 wurde sie zur Staatssekretärin im Wirtschafts- und Fischereiministerium ernannt. Als solche war sie bis Oktober 2023 unter Bjørnar Skjæran, dem Minister für Fischerei und Meerespolitik, tätig. Ab Oktober 2023 setzte sie unter Fischereiministerin Cecilie Myrseth und ab April 2024 unter Marianne Sivertsen Næss fort.